# Cliff Drysdale
Eric Cliff Drysdale (* 26. Mai 1941 in Nelspruit) ist ein ehemaliger südafrikanischer Tennisspieler.

## Karriere
Zusammen mit Roger Taylor siegte er 1972 im Herrendoppel bei den US Open. Insgesamt gewann er in seiner Karriere fünf Einzel- und sechs Doppelturniere, darunter 1965 die internationalen deutschen Tennismeisterschaften. Seine höchste Weltranglistenposition erreichte er 1974 mit Platz 13. Für Südafrika bestritt er 49 Matches im Davis Cup, von denen er 35 gewann.
Cliff Drysdale gehörte zu den drei Gründungsmitgliedern der Association of Tennis Professionals (ATP).
2013 wurde er in die International Tennis Hall of Fame aufgenommen. Nach Beendigung seiner Laufbahn gründete er eine Tennisakademie.

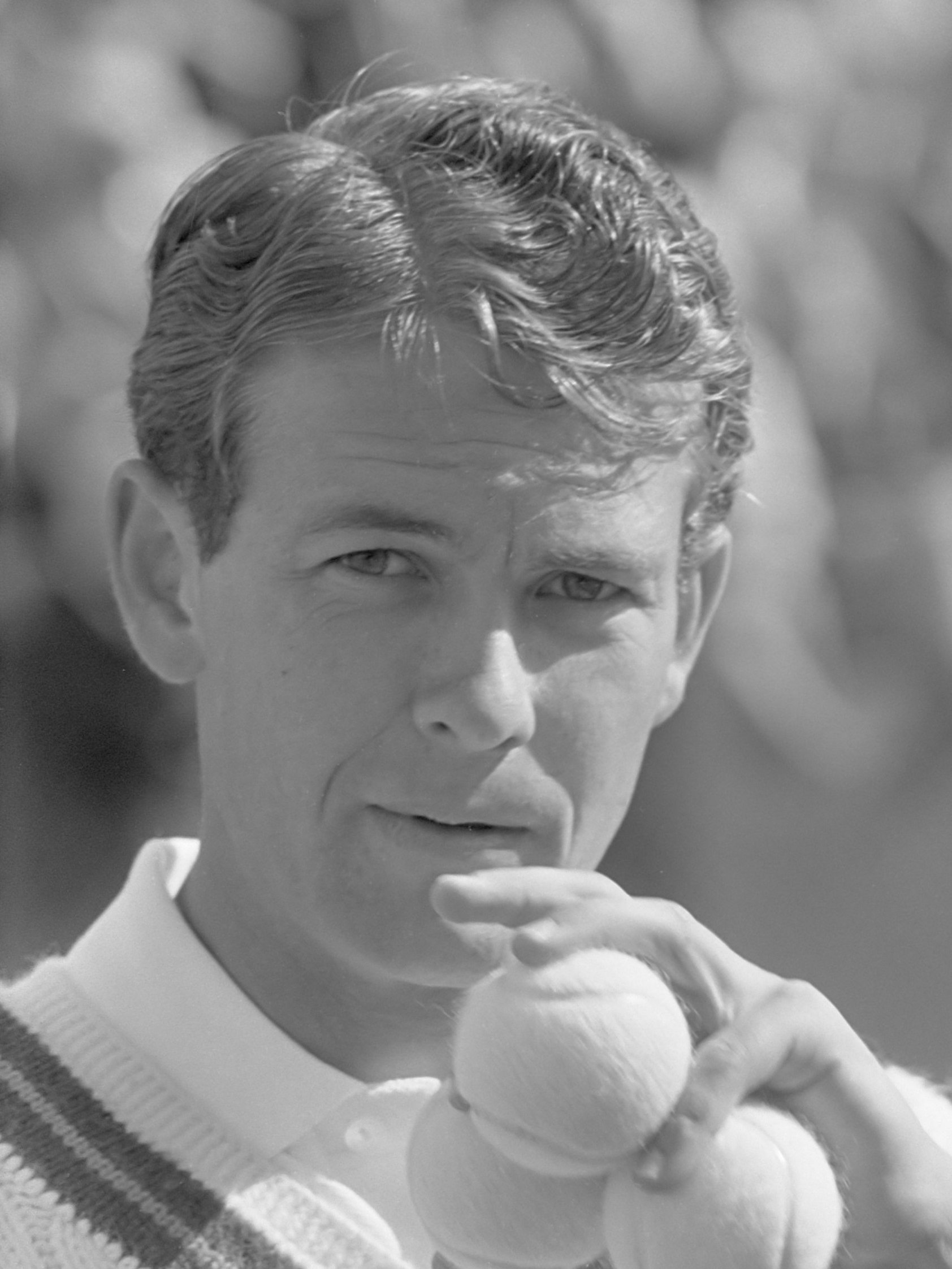
Cliff Drysdale (1966)

## Erfolge
| Legende                        |
| Grand Slam (1)                 |
| Masters Grand Prix/WCT Finals  |
| Grand Prix Championship Series |
| Grand Prix World Series (13)   |

| ATP-Titel nach Belag |
| Hartplatz (2)        |
| Sand (4)             |
| Rasen (2)            |
| Teppich (6)          |

### Einzel

#### Turniersiege
| Nr. | Jahr             | Turnier     | Belag       | Finalgegner    | Ergebnis           |
| --- | ---------------- | ----------- | ----------- | -------------- | ------------------ |
| 1.  | 19. Februar 1968 | New Orleans | Teppich (i) | John Newcombe  | 31:28              |
| 2.  | 29. Februar 1968 | Tulsa       | Teppich (i) | Dennis Ralston | 31:24              |
| 3.  | 21. Juli 1968    | Gstaad      | Sand        | Tom Okker      | 6:3, 6:3, 6:0      |
| 4.  | 4. April 1971    | Miami (1)   | Hartplatz   | Rod Laver      | 6:2, 6:4, 3:6, 6:4 |
| 5.  | 23. Mai 1971     | Brüssel     | Sand        | Ilie Năstase   | 6:0, 6:1, 7:5      |
| 6.  | 10. Juli 1971    | Dublin      | Rasen       | Clark Graebner | 10:8, 6:3          |
| 7.  | 3. März 1974     | Miami (2)   | Teppich (i) | Tom Gorman     | 6:4, 7:5           |
| 8.  | 22. Januar 1978  | Baltimore   | Teppich (i) | Tom Gorman     | 7:5, 6:3           |

#### Finalteilnahmen
| Nr. | Jahr               | Turnier      | Belag       | Finalgegner    | Ergebnis                |
| --- | ------------------ | ------------ | ----------- | -------------- | ----------------------- |
| 1.  | 20. September 1965 | US Open      | Rasen       | Manuel Santana | 2:6, 9:7, 5:7, 1:6      |
| 2.  | 2. April 1968      | Bakersfield  | Teppich (i) | John Newcombe  | 13:31, 22:31            |
| 3.  | 11. August 1968    | Hamburg      | Sand        | John Newcombe  | 3:6, 2:6, 4:6           |
| 4.  | 18. August 1968    | Newport      | Rasen       | Marty Riessen  | 10:21, 21:9, 19:21      |
| 5.  | 9. Oktober 1968    | East London  | Hartplatz   | John Newcombe  | 6:10                    |
| 6.  | 15. Oktober 1968   | Kapstadt     | Hartplatz   | Tony Roche     | 2:6, 1:6                |
| 7.  | 25. Mai 1969       | Berlin       | Sand        | Raymond Moore  | 6:1, 1:6, 5:7, 8:6, 5:7 |
| 8.  | 3. August 1969     | Pörtschach   | Sand        | Roy Emerson    | 3:6, 6:3, 3:6           |
| 9.  | 12. April 1970     | Durban       | Hartplatz   | Bob Hewitt     | 4:6, 6:3, 4:6, 3:6      |
| 10. | 25. April 1971     | Denver       | Teppich (i) | Ken Rosewall   | 2:6, 2:6                |
| 11. | 25. Juli 1971      | Louisville   | Sand        | Tom Okker      | 6:3, 4:6, 1:6           |
| 12. | 6. Februar 1972    | Richmond     | Teppich (i) | Rod Laver      | 6:2, 3:6, 5:7, 3:6      |
| 13. | 3. März 1972       | Hollywood    | Sand        | Ken Rosewall   | 6:3, 2:6, 5:7, 4:6      |
| 14. | 7. Mai 1972        | Las Vegas    | Hartplatz   | John Newcombe  | 3:6, 4:6                |
| 15. | 1. Oktober 1972    | Alamo        | Hartplatz   | John Newcombe  | 1:6, 1:6, 5:7           |
| 16. | 27. April 1975     | Houston      | Sand        | Ken Rosewall   | 1:6, 1:6, 5:7           |
| 17. | 7. Februar 1976    | Barcelona    | Teppich (i) | Eddie Dibbs    | 1:6, 1:6, 5:7           |
| 18. | 10. April 1976     | Johannesburg | Hartplatz   | Onny Parun     | 6:7, 3:6                |

### Doppel

#### Turniersiege
| Nr. | Jahr               | Turnier    | Belag       | Doppelpartner | Finalgegner                      | Ergebnis      |
| --- | ------------------ | ---------- | ----------- | ------------- | -------------------------------- | ------------- |
| 1.  | 19. Juli 1970      | Gstaad     | Sand        | Roger Taylor  | Tom Okker Marty Riessen          | 6:2, 6:3, 6:2 |
| 2.  | 13. August 1972    | Cleveland  | Teppich (i) | Roger Taylor  | Frank Froehling Charlie Pasarell | 7:6, 6:3      |
| 3.  | 10. September 1972 | US Open    | Rasen       | Roger Taylor  | Owen Davidson John Newcombe      | 6:4, 7:6, 6:4 |
| 4.  | 3. August 1975     | Cincinnati | Hartplatz   | Phil Dent     | Marcelo Lara Joaquín Loyo Mayo   | 7:6, 6:4      |
| 5.  | 17. August 1975    | Toronto    | Sand        | Raymond Moore | Jan Kodeš Ilie Năstase           | 6:4, 5:7, 7:6 |
| 6.  | 1. April 1979      | Dayton     | Teppich (i) | Bruce Manson  | Ross Case Phil Dent              | 6:3, 3:6, 7:6 |

#### Finalteilnahmen
| Nr. | Jahr               | Turnier          | Belag       | Doppelpartner  | Finalgegner                    | Ergebnis              |
| --- | ------------------ | ---------------- | ----------- | -------------- | ------------------------------ | --------------------- |
| 1.  | 22. September 1968 | Los Angeles      | Hartplatz   | Roger Taylor   | Ken Rosewall Fred Stolle       | 5:7, 1:6              |
| 2.  | 16. August 1970    | Toronto          | Sand        | Fred Stolle    | Bill Bowrey Marty Riessen      | 3:6, 2:6              |
| 3.  | 24. Oktober 1971   | Barcelona        | Sand        | Andrés Gimeno  | Željko Franulović Juan Gisbert | 6:7, 2:6, 6:7         |
| 4.  | 22. Oktober 1972   | Vancouver        | Teppich (i) | Allan Stone    | John Newcombe Fred Stolle      | 6:7, 0:6              |
| 5.  | 8. April 1973      | München          | Teppich (i) | Cliff Richey   | Nikola Pilić Allan Stone       | 5:7, 7:5, 4:6         |
| 6.  | 2. März 1975       | San Antonio      | Teppich (i) | Mark Cox       | John Alexander Phil Dent       | 6:72, 6:4, 4:6        |
| 7.  | 23. März 1975      | Memphis          | Teppich (i) | Mark Cox       | Dick Stockton Erik van Dillen  | 6:1, 5:7, 4:6         |
| 8.  | 30. März 1975      | Atlanta          | Teppich (i) | Mark Cox       | Anand Amritraj Vijay Amritraj  | 3:6, 2:6              |
| 9.  | 4. Mai 1975        | WCT Mexiko-Stadt | Teppich (i) | Mark Cox       | Brian Gottfried Raúl Ramírez   | 6:76, 7:65, 2:6, 6:76 |
| 10. | 18. Mai 1975       | Las Vegas        | Hartplatz   | Bob Carmichael | John Alexander Phil Dent       | 1:6, 4:6              |
| 11. | 21. September 1975 | Los Angeles      | Teppich (i) | Marty Riessen  | Anand Amritraj Vijay Amritraj  | 6:7, 6:4, 4:6         |
| 12. | 21. März 1976      | Washington       | Teppich (i) | Mark Cox       | Eddie Dibbs Harold Solomon     | 4:6, 5:7              |
| 13. | 21. Januar 1979    | Baltimore        | Teppich (i) | Anand Amritraj | Marty Riessen Sherwood Stewart | 6:7, 4:6              |
| 14. | 18. Februar 1979   | Rancho Mirage    | Hartplatz   | Bruce Manson   | Gene Mayer Sandy Mayer         | 4:6, 6:7              |